# Island Lake
Island Lake is een plaats (village) in de Amerikaanse staat Illinois, en valt bestuurlijk gezien onder Lake County en McHenry County.
De naam van het dorp is duidelijk. In het dorp ligt een meer en daarin ligt een eiland.

## Demografie
Bij de volkstelling in 2000 werd het aantal inwoners vastgesteld op 8153. In 2006 is het aantal inwoners door het United States Census Bureau geschat op 8533, een stijging van 380 (4,7%).

## Geografie
Volgens het United States Census Bureau beslaat de plaats een oppervlakte van 7,9 km², waarvan 7,4 km² land en 0,5 km² water.

## Plaatsen in de nabije omgeving
De onderstaande figuur toont nabijgelegen plaatsen in een straal van 8 km rond Island Lake.